# Atarba (Atarba) aperta
Atarba (Atarba) aperta is een tweevleugelige uit de familie steltmuggen (Limoniidae). De soort komt voor in het Neotropisch gebied.